# Songs for the Firing Squad
Songs for the Firing Squad é um álbum de compilação da banda americana de hardcore punk SeeYouSpaceCowboy. O álbum foi lançado digitalmente em 25 de janeiro de 2019 pela Pure Noise Records. Songs for the Firing Squad é composto por músicas remasterizadas dos lançamentos anteriores, junto com duas faixas inéditas.

## Histórico
O SeeYouSpaceCowboy foi formado em 2016 com Connie Sgarbossa nos vocais, Taylor Allen na guitarra, Jessie Price no baixo e vocais de apoio, e Ethan, irmão mais novo de Connie, na bateria. Em 25 de janeiro de 2019, a banda anunciou que havia assinado com a Pure Noise Records; no mesmo dia, lançaram digitalmente Songs for the Firing Squad junto com um videoclipe para a música "Self Help Specialist Ends Own Life". O álbum recebeu um lançamento físico um mês e meio depois, em 8 de março.

## Lista de faixas
| N.º | Título                                                               | Duração |  |
| 1.  | "911 Call: 'Help I've Overdosed On Philosophy!'"                     | 1:25    |  |
| 2.  | "Self Help Specialist Ends Own Life"                                 | 1:55    |  |
| 3.  | "I Am a Trans-Continental Railroad, Please Run a Train on Me"        | 1:11    |  |
| 4.  | "Stop Calling Us Screamo"                                            | 1:17    |  |
| 5.  | "You Don't Understand the Liquor Is Calling the Shots Randy BoBandy" | 1:05    |  |
| 6.  | "You Can't Get Goose Justice in Fox Court, Just Spit on the Judge"   | 1:32    |  |
| 7.  | "Atrocities from a Storybook Perspective"                            | 1:26    |  |
| 8.  | "An Introduction for People Who Hate Introductions"                  | 1:02    |  |
| 9.  | "Jimmy Buffett Doesn't Even Surf"                                    | 1:09    |  |
| 10. | "Soap Opera Stardom Is a Single Tear Drop Away"                      | 1:22    |  |
| 11. | "Pep Talk from a Nihilist"                                           | 1:28    |  |
| 12. | "Fashion Statements of the Socially Aware"                           | 1:40    |  |
| 13. | "Absolutely Absolute Absolution"                                     | 1:42    |  |

| Críticas profissionais | Críticas profissionais |
| Avaliações da crítica  | Avaliações da crítica  |
| Fonte                  | Avaliação              |
| ---------------------- | ---------------------- |
| Kill Your Stereo       | [ 5 ]                  |

Notas
- As faixas 1 e 2 são músicas novas exclusivas deste lançamento.
- As faixas 3 a 6 são do SYSC//SGKF Split (2018).
- A faixa 7 é do single em vinil Atrocities from a Storybook Perspective (2017).
- As faixas 8 a 13 são do EP Fashion Statements of the Socially Aware (2017).

## Ficha técnica
SeeYouSpaceCowboy
- Connie Sgarbossa – vocais principais
- Jesse Price – guitarra, vocais de apoio
- Dominick Larocca – guitarra (faixas 1–7)
- Timmy Moreno – baixo
- Ethan Sgarbossa – bateria

Adicionais
- Alexander Jacobelli – produção, mixagem, masterização
- Brad Boatright – remasterização
- Flesh & Bone Design – arte, design do encarte